# Nasser Ramdane Haif
 (août 2025).
Si vous disposez d'ouvrages ou d'articles de référence ou si vous connaissez des sites web de qualité traitant du thème abordé ici, merci de compléter l'article en donnant les références utiles à sa vérifiabilité et en les liant à la section « Notes et références ».
Nasser Ramdane Haif , né le 9 août 1977 à Colombes , est un joueur franco-algérien de basket-ball ,.

## Carrière en clubs
- 1995-1999 : Entente Cergy-Osny-Pontoise
- 1999-2000 : Levallois SCB
- 2000-2001 : ES Prissé-Mâcon
- 2001-2007 : SPO Rouen Basket

## Palmarès

### Équipe nationale
- Participation au championnat du monde 2002 ( États-Unis)